# Honda S660
Honda S660 — двухместный родстер класса «кей-кар», выпускавшийся в 2015—2022 годах японской компанией Honda.

## История
Прототип был показан на Токийском автосалоне в ноябре 2013 года. В отношении сегмента «кей-каров» является преемником модели Honda Beat, выпускавшейся в 1991—1996 годах, при этом по номенклатуре компании относится с к серии «S» и является преемником Honda S2000.
Продажи серийной версии начались в апреле 2015 года. Первой была выпущена ограниченная серия «Concept Edition» в 660 экземпляров, отличающихся жемчужно-белым цветом кузова, сочетаемым с бордовым мягким верхом и чёрно-белыми корпусами зеркал.
За неполный дебютный 2015 год было продано 9296 единиц, при этом предполагаемый годовой тираж модели был разобран всего за четыре месяца, за 2016 год продано 10 298 единиц. Но затем последовал резкий спад — в 2017-м продано 4074 единиц.
В 2018 году к стандартной версии добавилась более спортивная версия S660 Modulo X.
В 2020 году был произведён небольшой рестайлинг: стойки лобового стекла стали окрашиваться в цвет кузова (раньше были чёрными), изменилась горизонтальная планка в верхней части решётки радиатора, также стал доступен новый цвет кузова и другие колёсные диски.
Однако, интерес к модели снижался, в 2020 году было продано 2747 единиц, и в 2021 году было объявлено о прекращении производства.
В марте 2022 года выпуск был прекращён сборкой «прощальной» спецверсии Modulo X Version Z, для которой характерны отделка салона «под карбон», отделанные замшей дверные панели, табличка с названием спецсерии в салоне и соответствующие чёрные эмблемы и шильдики, чёрные колёсные диски и спойлер, цвета кузова — белый или предусмотренный только для этой версии новый перламутровый цвет.
За всё время производства модель продавалась только на внутреннем рынке Японии и на внешний рынок официально не поставлялась.

## Описание
Лёгкий среднемоторный родстер с крышей «тарга» с поперечной компоновкой двигателя и задним приводом.
Габариты в рамках нормативов для «кей-каров» — длина всего 3395 мм. Вес около 900 килограмм.
Двигатель — трёхцилиндровый бензиновый турбодвигатель S07A объёмом 0,6 литра, такой же как на Honda N-ONE, мощностью 64 л. с.
Коробка передач — либо 6-ступенчатая «механика», либо 7-ступенчатый «вариатор».
Максимальная скорость — 140 км/час. Средний расход топлива — 4,7 л/100 км с «механикой» и 4,1 л/100 км с вариатором.

## Галерея

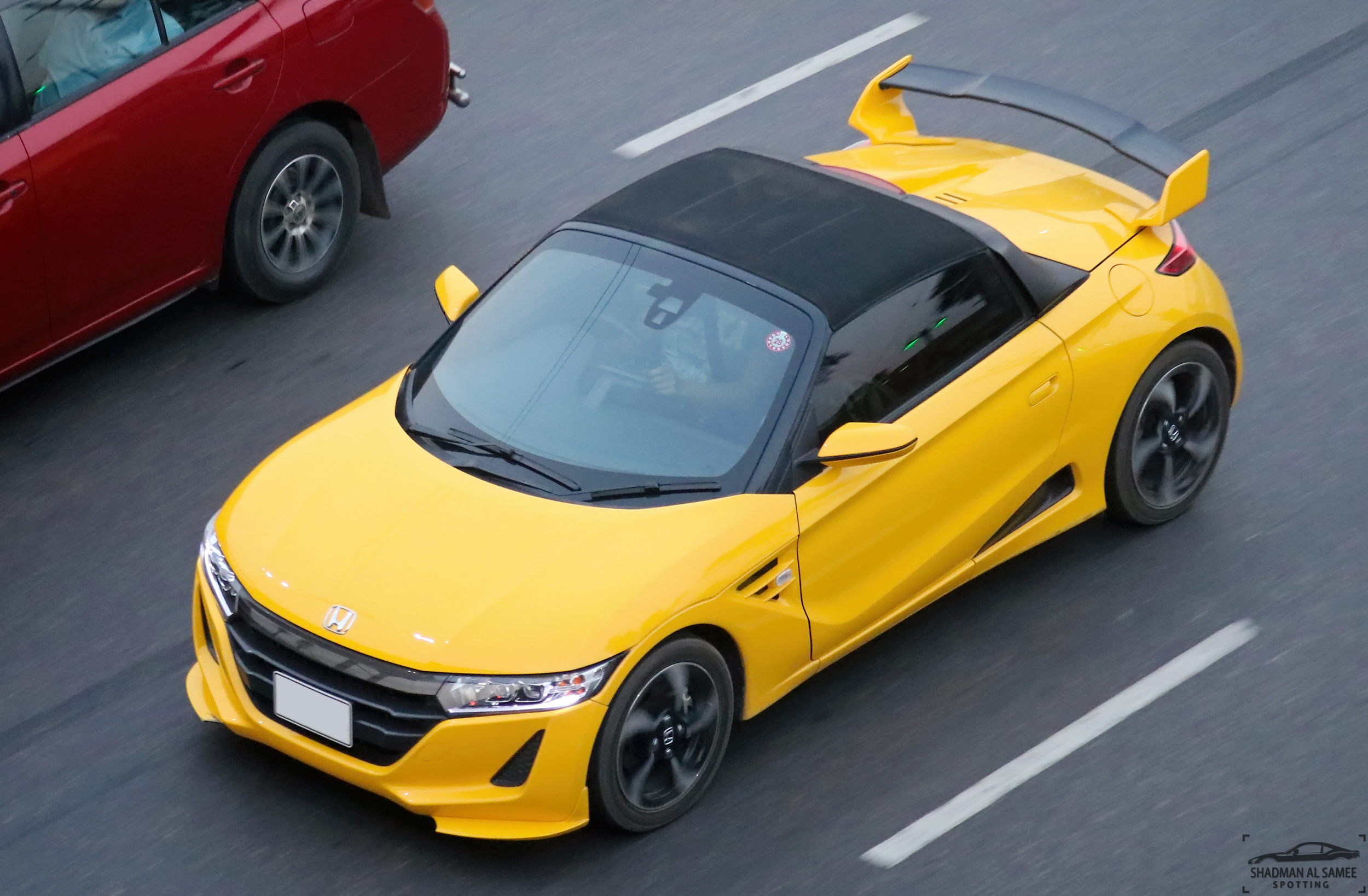
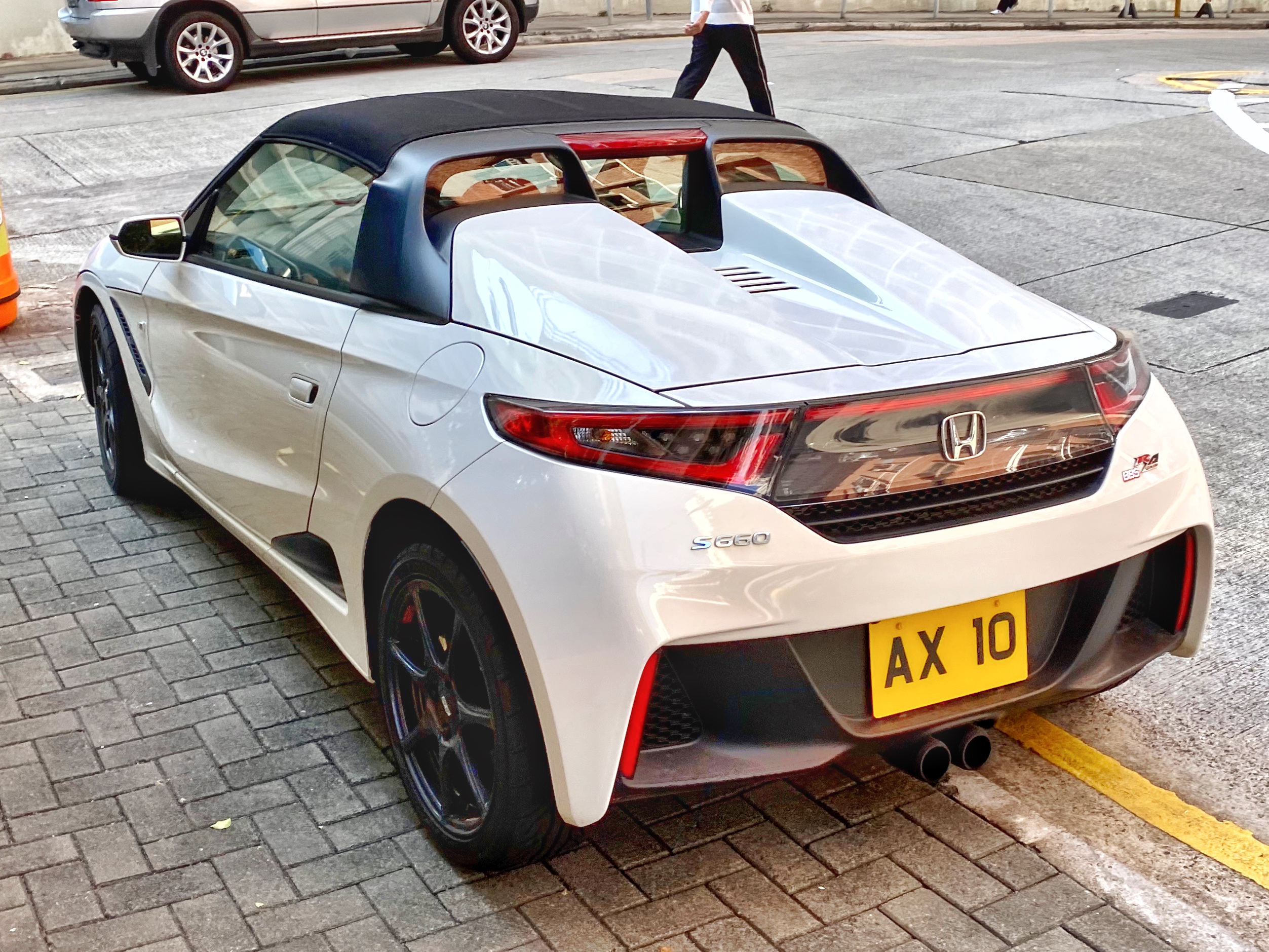
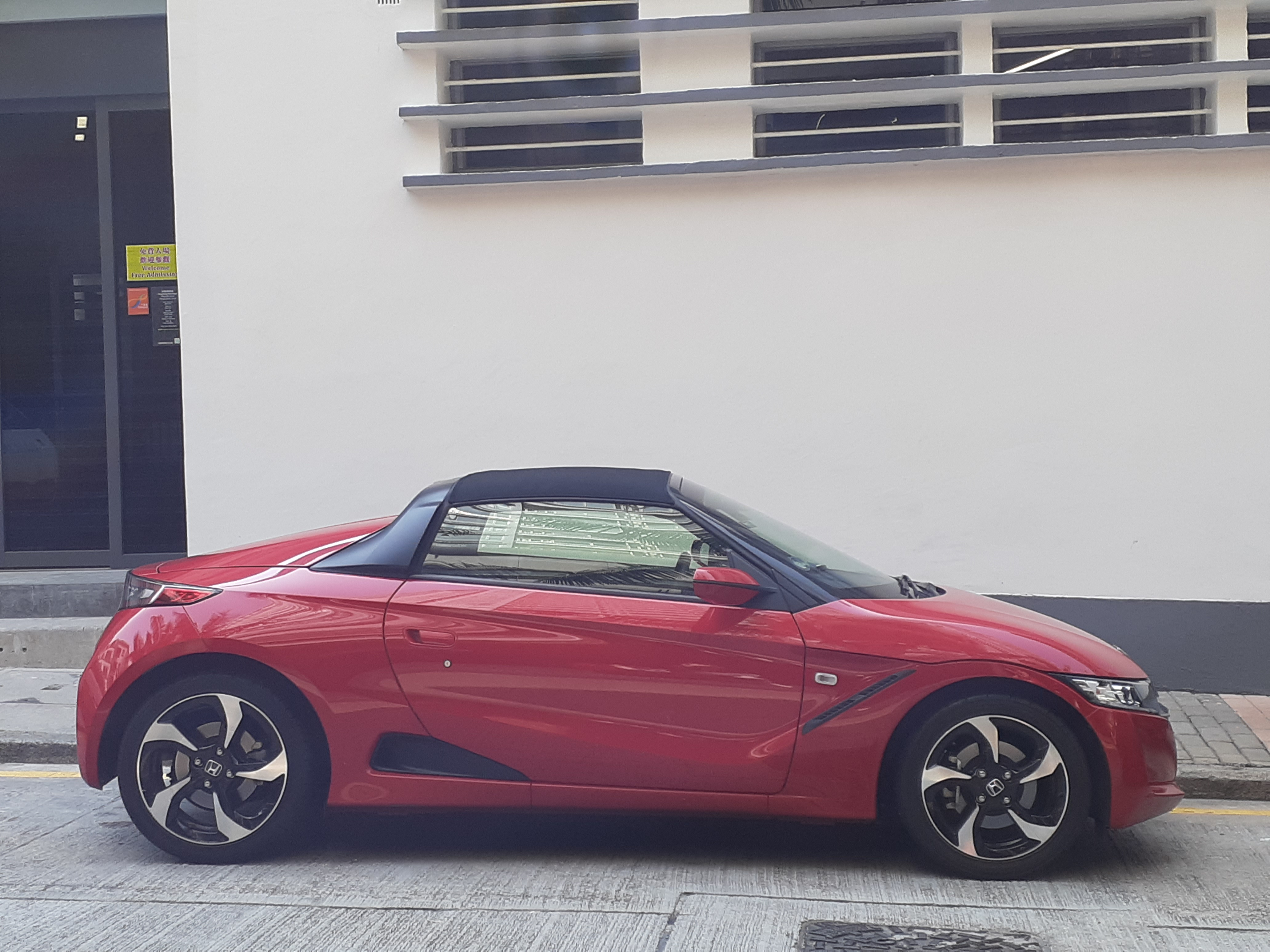
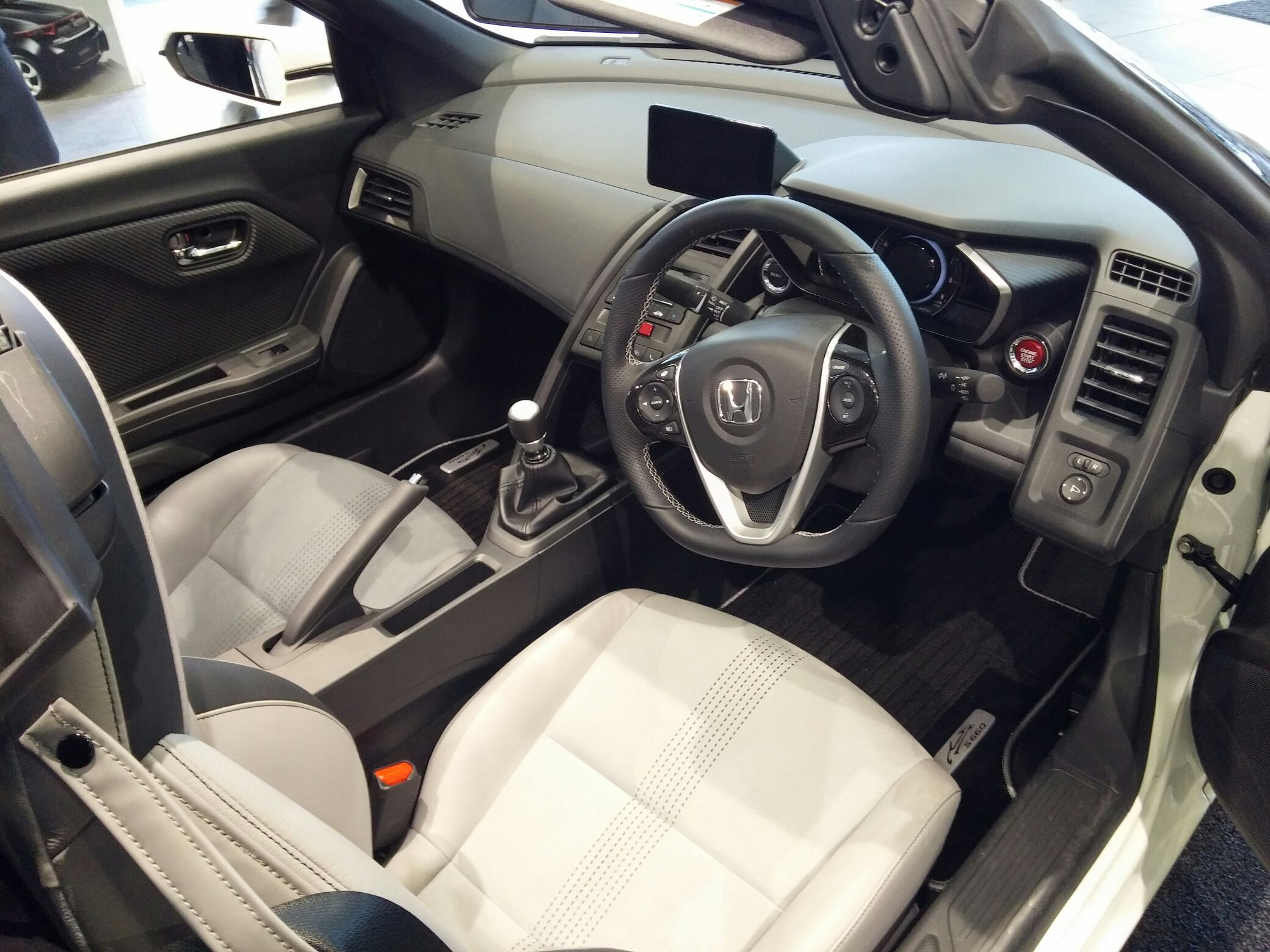